# 꿩

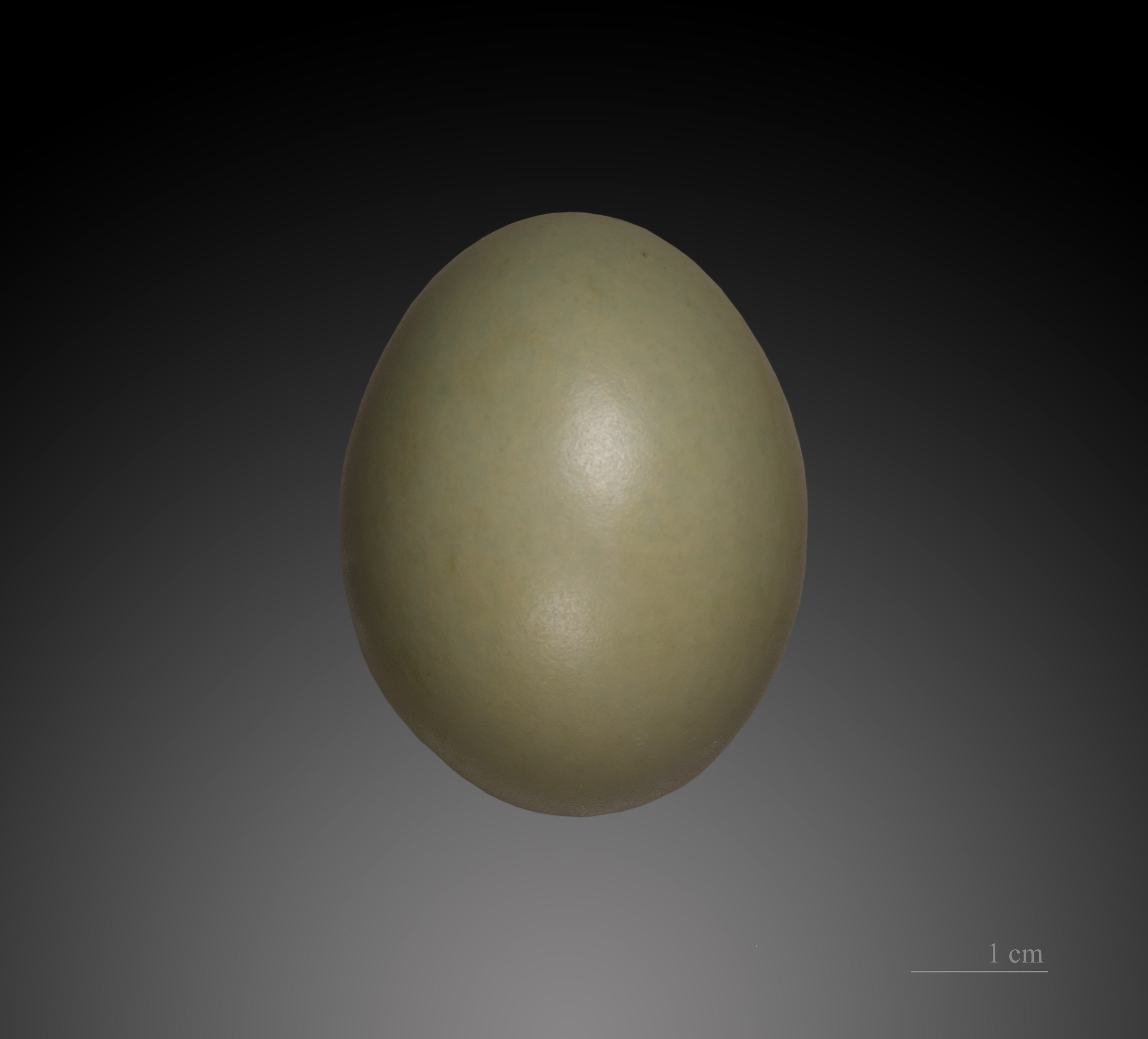
알

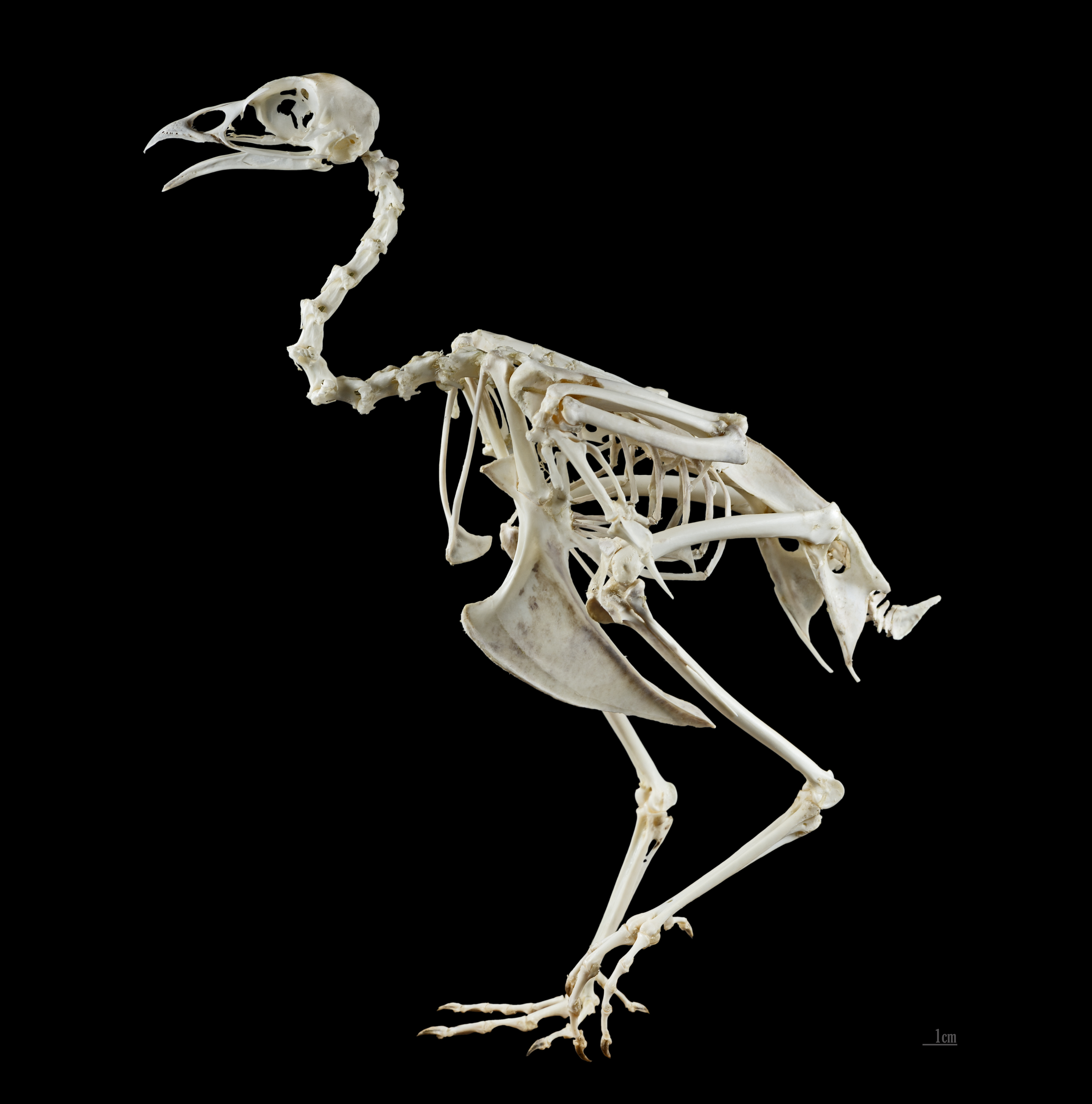
골격

꿩(학명: Phasianus colchicus)은 닭목 꿩과 꿩속에 속하는 텃새이다. 수컷은 장끼, 암컷은 까투리, 새끼는 꺼병이라고 한다.

## 생태
수컷은 몸길이가 80-90센티미터이나, 그 중 꼬리와 깃이 40-50센티미터인 것도 있다. 깃은 금속광택이 있는 녹색이며 머리 양측에는 귀 모양의 깃털이 서 있다. 암컷에 비해 화려하다. 암컷은 몸길이가 55-65센티미터, 꼬리깃은 20-30센티미터로 짧고, 깃털은 황토색 바탕에 고동색 얼룩무늬가 있다. 농경지·초원·작은 나무숲이나 숲 주위에 살며, 곡식 또는 지렁이·곤충 등 작은 동물을 먹고 산다. 번식기에 암컷은 땅에 얕은 구덩이를 만들어 풀을 깔고 알을 낳는다. 4-7월경 한배에 6-20개의 엷은 푸른색 또는 노란색 알을 낳고, 어미가 약 22일간 알을 품는다. 암컷의 깃은 담황갈색으로 보호색의 역할을 한다. 새끼는 부화 뒤 몇 시간이 지나면 걸어 나와 어미와 함께 둥지를 떠난다. 꿩이 날 수 있는 거리는 매우 짧지만, 날 때의 속력은 시속 약 60킬로미터 정도이다.

## 천적
꿩은 몸집이 작아서 천적들에게 당하기가 쉽다. 꿩을 노리는 천적으로는 주로 여우, 족제비, 담비, 매, 참매, 수리부엉이, 너구리,
삵, 고양이, 개 등이 꿩의 천적이다. 꺼병이의 경우 까치, 뱀이 천적이다.

## 취미
사람들은 스포츠로 꿩 사냥을 즐기며, 식용으로도 이용한다. 또한 장끼의 깃털이 매력적이어서 박제를 하기도 한다.

## 한국 서식 꿩
한국에 서식하고 있는 꿩은 한반도 특산종인 한국꿩(Phasianus colchicus karpowi)과 만주지역 특산종인 북꿩(만주꿩, Phasianus colchicus pallasi), 중국에서 들어온 거문도꿩이 있는데 한국꿩은 한반도 전역(함경도제외)에 서식 하며, 북꿩은 함경도를 포함한 북부 고산지역과 만주지역에 서식한다. 일본에 있는 종은 Phasianus versicolor라는 학명의 일본꿩으로 한국에 있는 꿩과 종이 다르나, 양쪽 혼혈꿩도 있다. 한국에서 들여온 꿩은 コウライキジ(고려 꿩)이라고 하며 대마도에는 중세, 나머지 지역에는 현대에 들어왔다.
거문도꿩은 중국 상하이에서 들어온 종으로 거문도에서만 서식한다. 거문도꿩은 1885년 거문도를 점령한 영국군이 상하이에서 구입해온 17마리의 꿩을 풀어 놓은 것이 계기이며 이후 자연 번식으로 개체가 많이 늘어 났다고 한다. 거문도 꿩에 대해서는 이견이 없는 것은 아니지만 2017년에 방문한 지인의 집을 방문한 일이 있는데, 한국꿩과는 다소 달라보이는 꿩의 박제가 보여 물어본 결과 거문도에서 잡은 꿩의 박제라고 하여 자세히 살펴본 적이 있는데, 중국 원산의 꿩의 사진을 대조해 본 결과로는 중국꿩(Phasianus colchicus torquatus)에 매우 가까웠던 것으로 판단된다. 아마도 거문도에 서식하던 꿩은 Phasianus colchicus torquatus일 가능성이 높다.
거문도 주민들도 "1885년 거문도를 점령한 영국군이 꿩을 섬에 처음 번식시켰는데 이 꿩은 뭍의 꿩과 달리 깃털 색깔도 곱고 크기도 작아 무척 예뻤다."라며 이 꿩에 대해 잘 알고 있었다. 현재는 도둑고양이의 증가로 멸종 위기를 맞고 있어 보호가 시급하다.

## 한국 문화 속 꿩
한국에서는 판소리 《장끼전》에 나올 정도로 친숙한 동물이다. 평양의 전통요리 가운데 꿩만둣국이 있는데, 이것은 속을 꿩고기로 채운 만두로 만든 국이다. 하지만 꿩고기는 흔한 게 아니어서 닭고기를 넣기도 했는데 여기서 ‘꿩대신 닭’이란 속담이 나왔다.

### 문학 속의 꿩
- 푸른 꽁지 수놓은 가슴 장끼와 까투리
- 밭이랑에 흐트러진 낟알, 의심스런 붉은 콩
- 한 번 쪼다 덫에 걸려 푸드덕거리네
- 추운 산 바싹 마른 가지에 눈 덮인 때에

- 靑楸繡臆雉雄雌
- 留畝蓬科赤豆疑
- 一啄中機紛幷落
- 寒山枯樹雪殘時

— 송만재, 《관우희》 중

- 눈 쌓인 온 산에 새조차 날지 않는데
- 꿩들이 어지러이 내려앉아 셀 수도 없네
- 아녀자의 간곡한 부탁 저버리고
- 구복이 구구해 덫을 건드렸구나

- 雪積千山鳥不飛
- 華蟲亂落計全非
- 抛他兒女丁寧囑
- 口腹區區觸駭機

— 이유원, 《관극팔령》 중

## 상징
다음의 지자체는 각각 꿩을 '시의 새'(市鳥)로 삼고 있다.
- 용인시[8]
- 원주시[9]
- 하남시[10]

## 작품 속에서의 등장
- 엄마 까투리
- 스타폭스 - 팔코 람바디

## 참고 문헌
- 이 문서에는 다음커뮤니케이션(현 카카오)에서 GFDL 또는 CC-SA 라이선스로 배포한 글로벌 세계대백과사전의 내용을 기초로 작성된 글이 포함되어 있습니다.